# Рабочий клуб (произведение Родченко)
«Рабочий клуб» — произведение советского художника, скульптора и дизайнера А. М. Родченко, одного из родоначальников конструктивизма. Создано в 1925 году в интерьере советского павильона на Всемирной выставке в Париже. По замыслу автора представляло собой оптимальную модель помещения для самообразования и культурного досуга, в том числе для игры в шахматы.
Экспозиция «Рабочего клуба» в Париже вызвала большой интерес со стороны как деятелей искусства, так и широкой публики. После завершения выставки мебельный гарнитур, составлявший «Рабочий клуб», был передан руководству Французской коммунистической партии. В настоящее время его судьба неизвестна и произведение считается утраченным.
С середины XX века в различных странах было произведено несколько реконструкций отдельных элементов «Клуба» и композиции в целом. Наиболее полная и точная его копия была создана в 2021 году специалистами МГХПА им. Строганова на основании оригинального проекта А. М. Родченко с использованием инструментов и технологий соответствующего времени.

## Предыстория
К середине 1920-х годов А. М. Родченко — один из основоположников конструктивизма — был уже признанным и весьма востребованным деятелем нескольких направлений искусства. Помимо живописи, графики, скульптуры и фотографии, он проявил себя в создании пространственных конструкций и оформлении помещений, став одним из первых советских дизайнеров. С многогранным творчеством сочеталось преподавание во ВХУТЕМАСе: в 1923 году Родченко избрали деканом металлообрабатывающего факультета, а два года спустя, когда последний был слит с древообдельным в единый факультет обработки дерева и металла — ДЕРМЕТФАК, возглавил и его.
Заслуги Родченко, его авторитет в отечественных творческих кругах и позитивное реноме в глазах государственного руководства способствовали тому, что он был привлечён к подготовке советской экспозиции на Международной выставке современных декоративных и промышленных искусств, проводившейся в Париже с конца апреля по конец октября 1925 года. Работам на этом направлении придавалось большое политическое значение: Советскому Союзу предстояло впервые участвовать в столь значительном международном мероприятии такого рода. При этом сроки, отведённые для организации советского сектора выставки, оказались весьма сжатыми, поскольку дипломатические отношения с Францией были установлены лишь в октябре 1924 года — за полгода до открытия выставки. Родченко, включенный в состав выставочного комитета и занявший должность заместителя председателя соответствующей отборочной комиссии, сыграл важную роль в выборе проекта выставочного павильона СССР — предпочтение было отдано наработке архитектора-авангардиста К. С. Мельникова. После завершения конкурса и начала строительных работ Родченко был командирован в Париж для оформления советской экспозиции. Именно ему принадлежало цветовое решение двухэтажного каркасного павильона: контрастное сочетание красного, белого и серого.

## Создание и основные характеристики

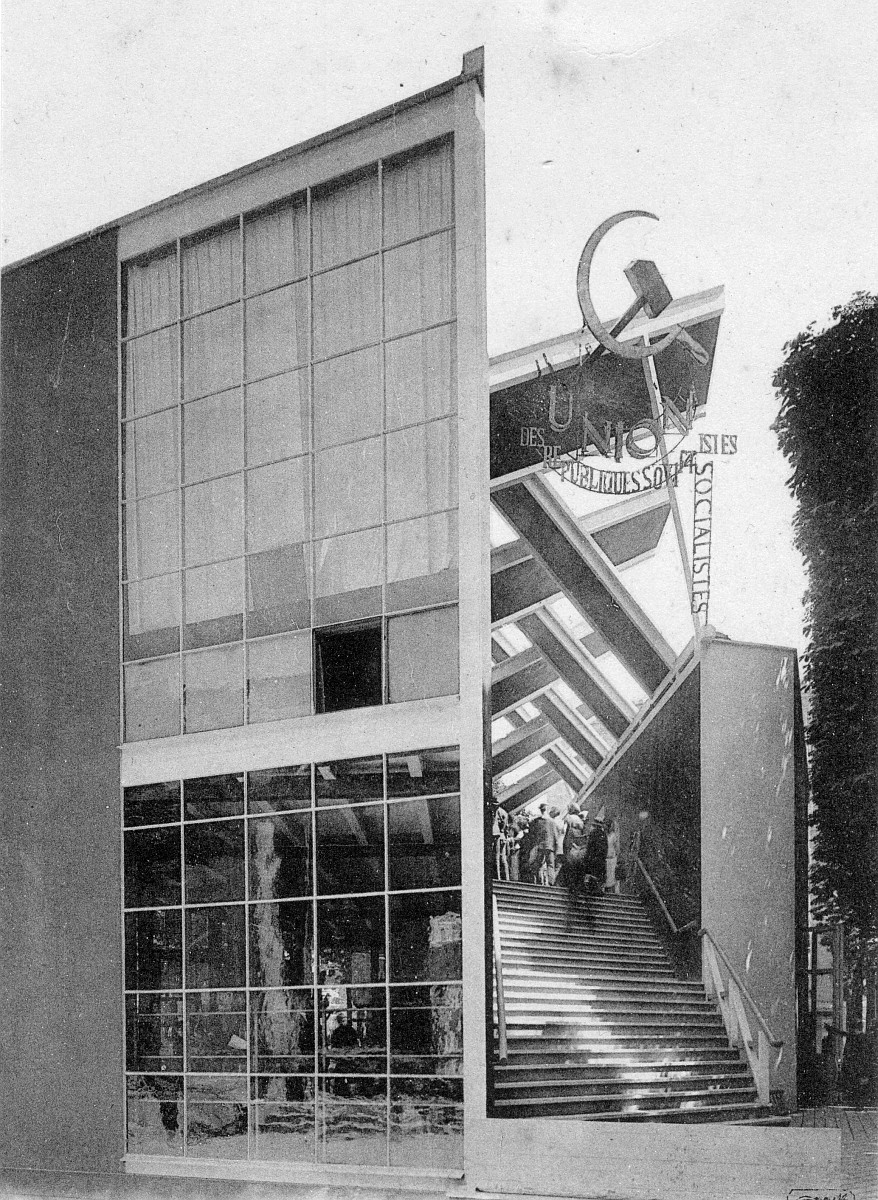
Советский павильон на Парижской выставке 1925 года

В качестве ключевого элемента интерьера советского павильона Родченко было задумано оформление идеального, в его понимании, помещения для коллективного самообразования и культурного времяпровождения городского пролетариата — рабочего клуба. Учреждения с таким названием, которые Л. Д. Троцкий окрестил «кузницами пролетарской массовой культуры», тысячами создавались в тот период в городах Советского Союза — параллельно с избами-читальнями, которые открывались в сельской местности. Рабочие клубы имели многофункциональный характер, позволяя проводить как агитационно-пропагандистские, так и просветительские мероприятия, демонстрировать фильмы и ставить спектакли, приобщать работников промышленных предприятий к художественной литературе и интеллектуальным играм. В 1924—28 годах Пролеткультом даже выпускался журнал «Рабочий клуб», служивший концептуальным подспорьем для работы одноимённых заведений.
Дизайн выставочного «Рабочего клуба» был разработан Родченко в течение нескольких недель, предшествовавших парижской командировке, при содействии его вхутемасовских студентов. В проекте в полной мере воплотились авторские конструктивистские воззрения. Основные принципы, которыми Родченко руководствовался при создании этого произведения, были изложены после завершения выставки на страницах журнала Современная архитектура его женой и творческой соратницей В. Ф. Степановой — также известной художницей и дизайнером конструктивистского направления, публиковавшейся в этом издании под псевдонимом-акронимом «Варст». Главными для проекта признавались не столько эстетические, сколько практические требования:
Первое.  Экономия в использовании квадратуры пола клубной комнаты и экономия пространства, занимаемого вещью при наибольшей нагрузке, максимальном ее использовании.
Второе. Простота пользования вещью и стандартность вещи при необходимости расширить или увеличить количественно отдельные ее части.

В. Ф. Степанова о принципах создания «Рабочего клуба»

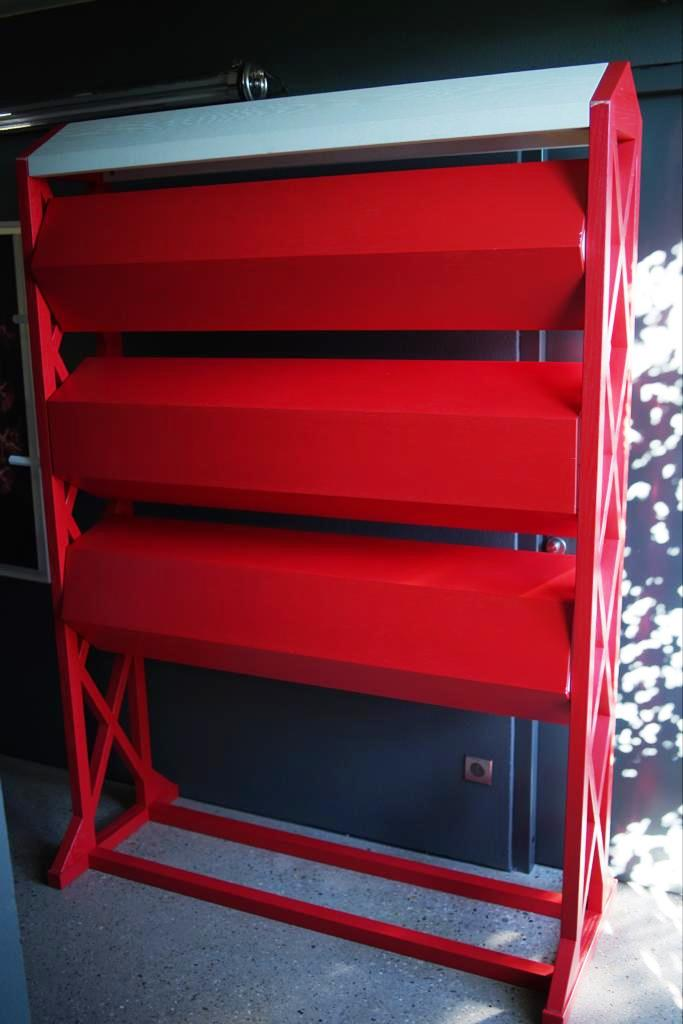
Стенд из «Рабочего клуба» с вращающимися барабанами. Реконструкция 2021 года

Все предметы обстановки «Рабочего клуба» было решено сделать из дерева. В марте-апреле 1925 года они были изготовлены по привезённым из Москвы чертежам и эскизам Родченко на мебельной фабрике в парижском пригороде Аньер. При этом, по воспоминаниям Степановой, произвести удалось не всё из изначально задуманного: помешали сжатые сроки и более чем скромный бюджет советского сектора выставки.
Как и замышлялось Родченко, все элементы, составившие убранство «Рабочего клуба», оказались не только предельно компактными и лишёнными декоративных элементов, но и максимально функциональными — большинство их имело несколько вариантов «раскладки», позволяющих выполнять сразу по несколько прикладных задач. В наибольшей степени такой задумке соответствовал важнейший элемент композиции — многофункциональная складная установка, получившая название «живая газета». Её трансформация определялась характером мероприятий, проводимых в клубе: при помощью нескольких манипуляций, занимавших считанные секунды, лёгкую реечную конструкцию на шарнирах можно было превратить в трибуну для выступлений, киноэкран, стенку для плакатов, географических карт или театральных декораций и т.д, ширина которой могла по необходимости меняться.
Многофункциональная установка помещалась у одной из стен помещения, тогда как центр композиции занимали два стола. Первый — длинный, предназначенный для совещаний, письменной работы и чтения, с каждой из сторон которого устанавливалось по шесть стульев без подлокотников с высокими каркасными спинками, имевшими полукруглые верхние перекладины. Он состоял из двух секций и мог быть разобран на два более коротких стола, рассчитанных на шестерых человек. Кроме того, складная конфигурация столешницы позволяла мгновенно увеличивать её ширину в два либо в три раза.
Вторым был шахматный стол: Родченко считал шахматы непременным элементом культурного досуга и важным подспорьем для интеллектуального развития пролетариата. Поверхность созданного им столика могла разворачиваться — с тем, чтобы обеспечить для игроков возможность меняться цветом фигур при начале новой игры, не вставая из-за стола. Два кресла для шахматистов имели подлокотники, прямоугольные спинки из четырёх параллельных вертикальных досок с прямой верхней перекладиной. Прямоугольные подножья, на которые они были установлены, смыкались ровно под серединой шахматного столика.

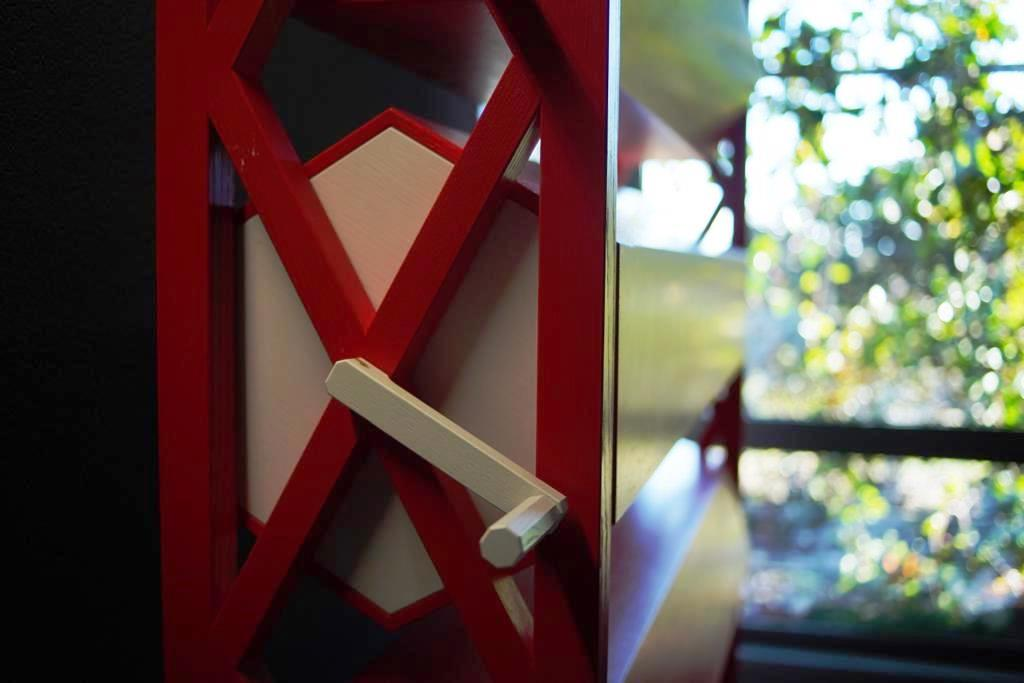
Торец стенда с рукоятью для вращения барабана. Реконструкция 2021 года

Кроме того, в композицию входили два книжных стеллажа с пятью рядами наклонных поверхностей без застекления и выдвижными ящиками в нижнем ярусе, которые можно было превращать в небольшие столики или тумбы. Ещё одним элементом интерьера был экспозиционный стенд особой конструкции: установленные внутри него три горизонтальных шестигранных вращающихся барабана позволяли попеременно демонстрировать различные визуальные материалы.
Интерьер дополняли развешанные на стенах плакаты работы самого Родченко и фотопортрет В. И. Ленина — увеличенный фрагмент снимка, сделанного 16 октября 1918 года во время прогулки по Кремлю с В. Д. Бонч-Бруевичем, на котором первый советский лидер изображён вполоборота в две трети роста. Помещение было разбито на функциональные зоны, которые автор выделил посредством разноцветной окраски различных участков стен и надписей на них: «Рабочий клуб. Объявления», «Библиотека», «Ленин». За счёт последней надписи в некоторых западных источниках это творение Родченко фигурирует как «Ленинский рабочий клуб».
Для цветового оформления клуба были использованы эмалевые краски марки «Риполин», которые были весьма популярны среди европейских дизайнеров того периода. Оно было выдержано в общей для советского выставочного павильона контрастной красно-бело-серой гамме. Единственное исключение Родченко допустил при работе над шахматным столом, использовав для окраски тёмных фигур, тёмных полей доски и одного из стульев чёрный цвет. Вторая половина фигур, полей и второй стул у шахматной доски были красными.

## Восприятие и дальнейшая судьба произведения
Оформление «Рабочего клуба» было завершено только на второй месяц работы Парижской выставки — 1 июня 1925 года. В течение нескольких последующих дней, остававшихся до открытия советского павильона, «Клуб» был облюбован немногочисленными советскими гражданами, находившимися в Париже в этот период, которые использовали его по прямому назначению — для сборищ и чтения. Это вполне отвечало концепции автора, изначально подчеркивавшего стремление создать не просто выставочный экспонат, а именно функциональное, востребованное людьми помещение.
Ну, клуб готов, посылаю снимки. Правда, он такой простой и чистый и светлый, что в нем поневоле не заведешь грязь. Все блестящий риполин, много белого, красного, серого... Каждый день туда забираются русские и читают журналы и книги, несмотря на то, что вход загорожен веревкой... 

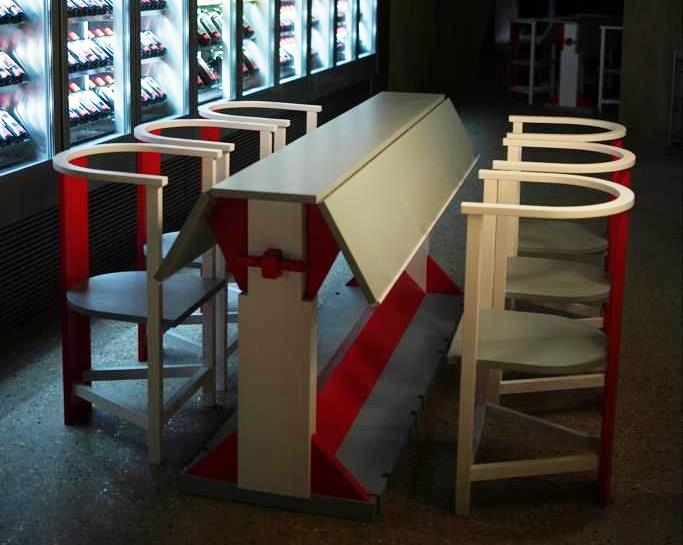
Одна из секций стола с раскладной столешницей и комплектом стульев. Реконструкция 2021 года

Из письма Родченко к жене 1 июня 1925 года
Советский павильон, официально открытый 10 июня, сразу же привлёк к себе повышенное внимание со стороны как творческой элиты, так и широкой публики. Внешний облик и интерьер здания в равной мере, по общему мнению, контрастировали с вычурным стилем большинства других павильонов — впоследствии получившим название арт-деко — и производили большое впечатление оригинальностью и новизной соответствующих технических и художественных решений. Высокие оценки им дали, в частности, такие признанные европейские мастера искусства, как Фернан Леже и Ле Корбюзье. Последний, сам будучи автором одного из крупнейших павильонов выставки — комплекса «Новый дух», заявил, что советский павильон — единственный из всех, на который стоит смотреть. Известно, что желание познакомиться с оформителем советского павильона выражали тот же Леже, Пабло Пикассо и Тео ван Дусбург, однако Родченко воздержался от встреч с именитыми зарубежными коллегами: по свидетельству членов советской делегации, причиной этого послужили свойственные ему замкнутость и застенчивость, а также незнание им иностранных языков.
В отзывах западных критиков о «Рабочем клубе» особо подчеркивались мобильность и функциональность предметов проекта, их способность к трансформации, новаторские минималистские формы и необычное цветовое исполнение. В последующем искусствоведы отмечали, что это произведение Родченко стало одной из «визитных карточек» конструктивизма в дизайне и оказало весьма большое влияние на последователей этого направления.

Книжный стеллаж из «Клуба». Реконструкция 2021 года

Развернутый репортаж о творении Родченко опубликовал аккредитованный на выставке корреспондент упоминавшегося выше советского журнала «Рабочий клуб». В его статье не только подчёркивались удобство и экономичность композиции, но и акцентировалась разница в реакции представителей различных классов французского общества на этот проект:
По отзывам специалистов, а также и французской прессы, вынужденной отдать должное нашим достижениям, оборудование этого примерного рабочего клуба очень экономно, легко, показательно и подвижно, а главное, построено с расчетом на минимум затрат. Вся обстановка в целом образец удобства и целесообразности...

Помещение рабочего клуба посещалось массой народа; многие смотрели на его оборудование, как на диковинку, иные фыркали, архитекторы и художники рассматривали каждую деталь; но совершенно по-другому смотрели на это рабочие Франции, посещавшие клуб большими группами. Ведь этот клуб — и наш клуб — так формулировал общую мысль один из рабочих и любовно гладил рукой установку для стенной газеты...
Работа Родченко получила и официальное признание: по итогам выставки «Рабочий клуб» удостоился серебряной медали. При этом отдельные награды того же уровня были присуждены четырём плакатам Родченко, демонстрировавшимся в интерьере «Клуба».
После завершения выставки павильон СССР, как и большинство других сооружений, возведённых для этого мероприятия, подлежал демонтажу. Руководством советской делегации было принято решение не перевозить «Клуб» на родину, а передать его в дар Французской коммунистической партии. Известно, что некоторое время родченковский гарнитур располагался в помещениях ФКП и использовался по назначению. Однако в дальнейшем его следы затерялись, и со временем произведение было признано утраченным.

## Реконструкции произведения

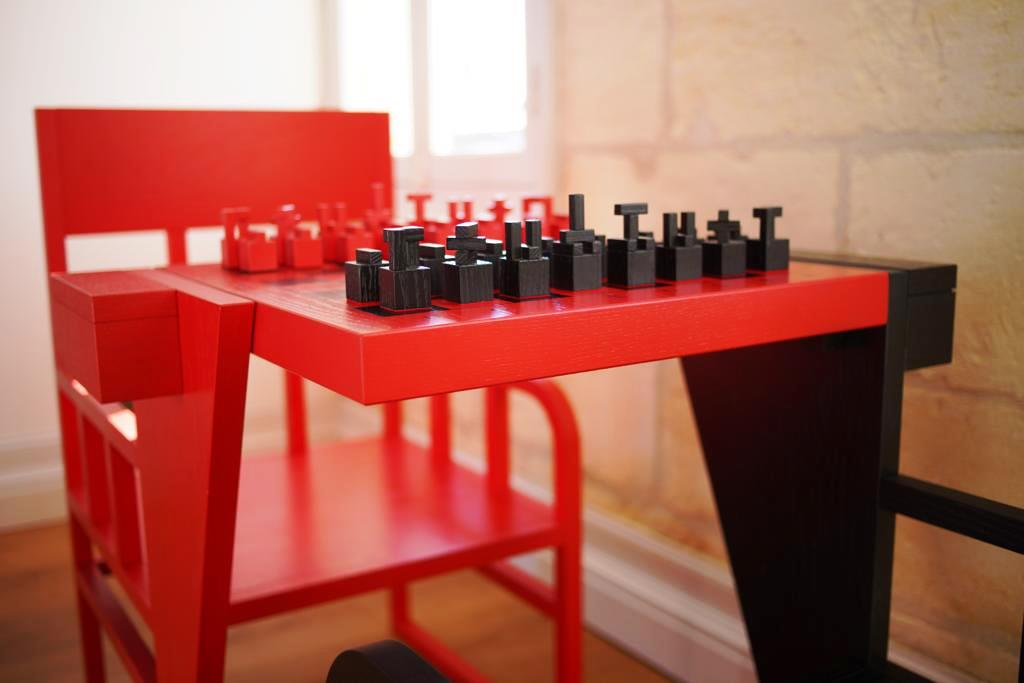
Шахматный стол с фигурами, спроектированными А. Н. Лаврентьевым. Реконструкция 2021 года

С середины XX века, когда утрата «Рабочего клуба» стала очевидной, в различных странах — Великобритании, Испании, Нидерландах, Финляндии, Франции, СССР и США — неоднократно предпринимались попытки полной либо частичной реконструкции этого произведения Родченко. Первый раз гарнитур был полностью воссоздан в 1979 году специалистами Центра Помпиду для выставки «Париж — Москва». В последующем эта реконструкция экспонировалась в парижском Гран-Пале и в музеях различных городов Франции. Позднее достаточно широкую известность получили ещё по крайней мере три полных реконструкции Клуба. Однако при несомненном сходстве новосозданных гарнитуров либо их отдельных фрагментов с оригиналом, во всех случаях обнаруживались те или иные несоответствия в плане пропорций, материалов, цвета и фактуры отделки.
В 2008 году немецкими мебельными мастерами была осуществлена реконструкция «Клуба» для выставки «От плоскости к пространству. Малевич и ранний модернизм», проводившейся в Кунстхалле Баден-Бадена. По завершении этой выставки гарнитур был передан в дар российской Новой Третьяковке и вошёл в состав её постоянной экспозиции. В сравнении со всеми предыдущими реконструкциями, он был признан наиболее полной и точной копией «Клуба». Однако позднее исследования российских специалистов позволили выявить ряд различий между работой немецких дизайнеров и родченковским оригиналом. Важнейшие из них относились к оттенкам красок и нюансам контуров мебели: в предметах гарнитура, созданного в Германии в 2008 году, углы и грани были заметно закруглены, тогда как у Родченко они были максимально острыми — даже на внутренних частях предметов. Последнее несоответствие представляется искусствоведам особенно существенным, поскольку именно острые углы и грани считаются важным элементом эстетики конструктивизма. По выводам профильных московских экспертов, это различие, по крайней мере отчасти, объясняется тем, что немецкий гарнитур был изготовлен с использованием современных материалов и инструментов: из древесно-волокнистой плиты на станках с программным управлением, оснащённых круглыми фрезами.
В 2021 году в Москве была впервые реализована полная и максимально точная реконструкция «Рабочего клуба». Соответствующие работы проводились специалистами и студентами кафедры мебельного дизайна МГХПА имени Строганова — преемницы ДЕРМЕТФАКа ВХУТЕМАСа, который возглавлял Родченко, при финансовой и организационной поддержке президента Федерации шахмат России, основателя Фонда Art Russe А. В. Филатова. Реконструкции предшествовали длительные исследовательские работы, в ходе которых были в полном объёме изучены авторские чертежи и акварельные эскизы, часть которых сохранилась на кафедре, а часть — в семейном архиве внука Родченко — А. Н. Лаврентьева, проректора «Строгановки», лично принимавшего активное участие в воссоздании «Клуба». Для обеспечения максимального приближения к оригиналу коллектив строгановцев использовал только те материалы — цельную древесину и клееную фанеру, а также те инструменты и технологии, которыми располагали в середине 1920-х годов изготовители «Рабочего клуба». Шахматный стол в воссозданном гарнитуре был дополнен комплектом деревянных шахматных фигур в стиле конструктивизма, который был спроектирован Лаврентьевым ещё в 1976 году.
Коллектив реконструкторов руководствовался задачей не только воссоздать родченковский «Клуб» с максимальной точностью, но и обеспечить его дальнейшую судьбу в соответствии с изначальным практическим назначением — не экспозицию в качестве музейного экспоната, а активное использование как места для самообразования и культурного досуга.
По итогам работ, завершённых в ноябре 2021 года, «Рабочий клуб» был воссоздан в двух экземплярах. Один из них остался на строгановской кафедре, проводившей реконструкцию, где используется преподавателями и студентами для занятий и отдыха. Другой экземпляр был перевезён во Францию и размещён в здании винного дома  Шато Ла-Грас-де-Приер в Сент-Эмильоне, построенном французским архитектором Жаном Нувелем. Там он также используется по прямому назначению — для культурного досуга работников винодельческого хозяйства.